# Коваледа
Коваледа (ісп. Covaleda) — муніципалітет в Іспанії, входить у провінцію Сорія у складі автономного співтовариства Кастилія-і-Леон. Муніципалітет розташований у складі району (комарки) Пінарес. Площа 104,58 км². Населення 1992 чоловіка (на 2006 рік). 

Коваледа на мапі провінції Сорія

| Іспанія | Це незавершена стаття з географії Іспанії. Ви можете допомогти проєкту, виправивши або дописавши її. |